# 王琪 (1949年)
王琪（1949年7月22日—），女，四川自贡人，中国塑料加工装备专家，四川大学教授，长江学者特聘教授，中国工程院院士。

## 生平
1989年毕业于四川大学高分子材料专业，获博士学位。2017年当选为中国工程院院士。